# Adolf Eberle
Pour les articles homonymes, voir Eberle.
Adolf Eberle, né le 11 janvier 1843 à Munich et mort le 24 janvier 1914 à Munich, est un peintre bavarois, spécialisé dans les scènes de genre.

## Biographie
Adolf Eberle est le fils du peintre Robert Eberle. Il est élève de l'académie des beaux-arts, ainsi qu'à partir de 1860 de Carl Theodor von Piloty. Il présente à l'exposition internationale de Munich en 1879 une huile sur toile intitulée Premier chevreuil.

## Illustrations

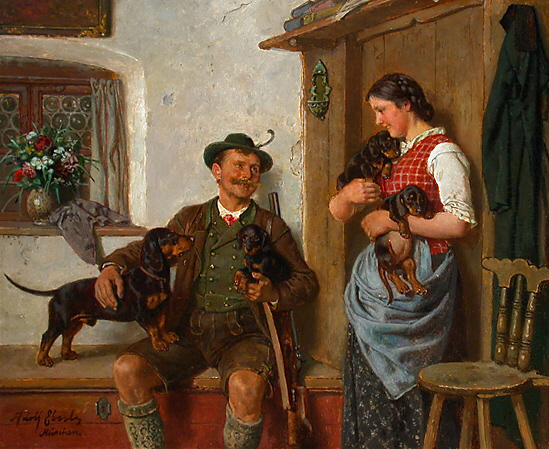
Le Chasseur et la jeune fille avec des teckels
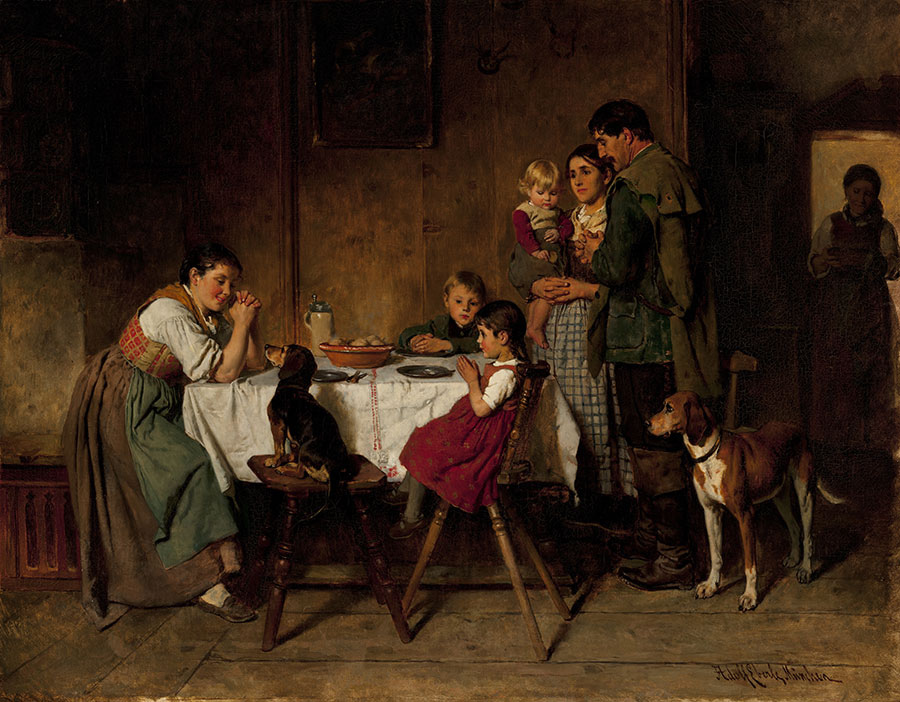
Le Chien de la famille
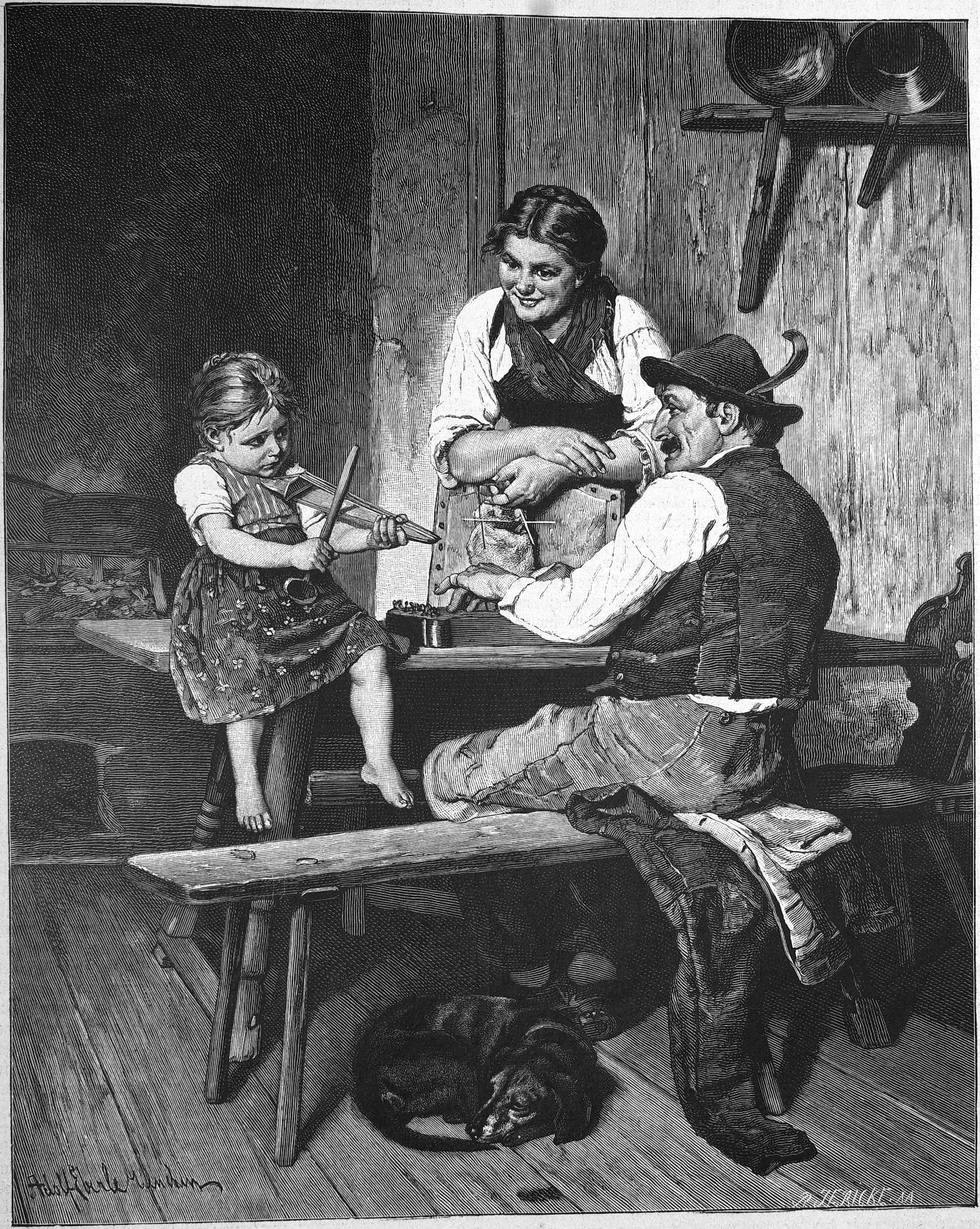
Scène familiale (1885)
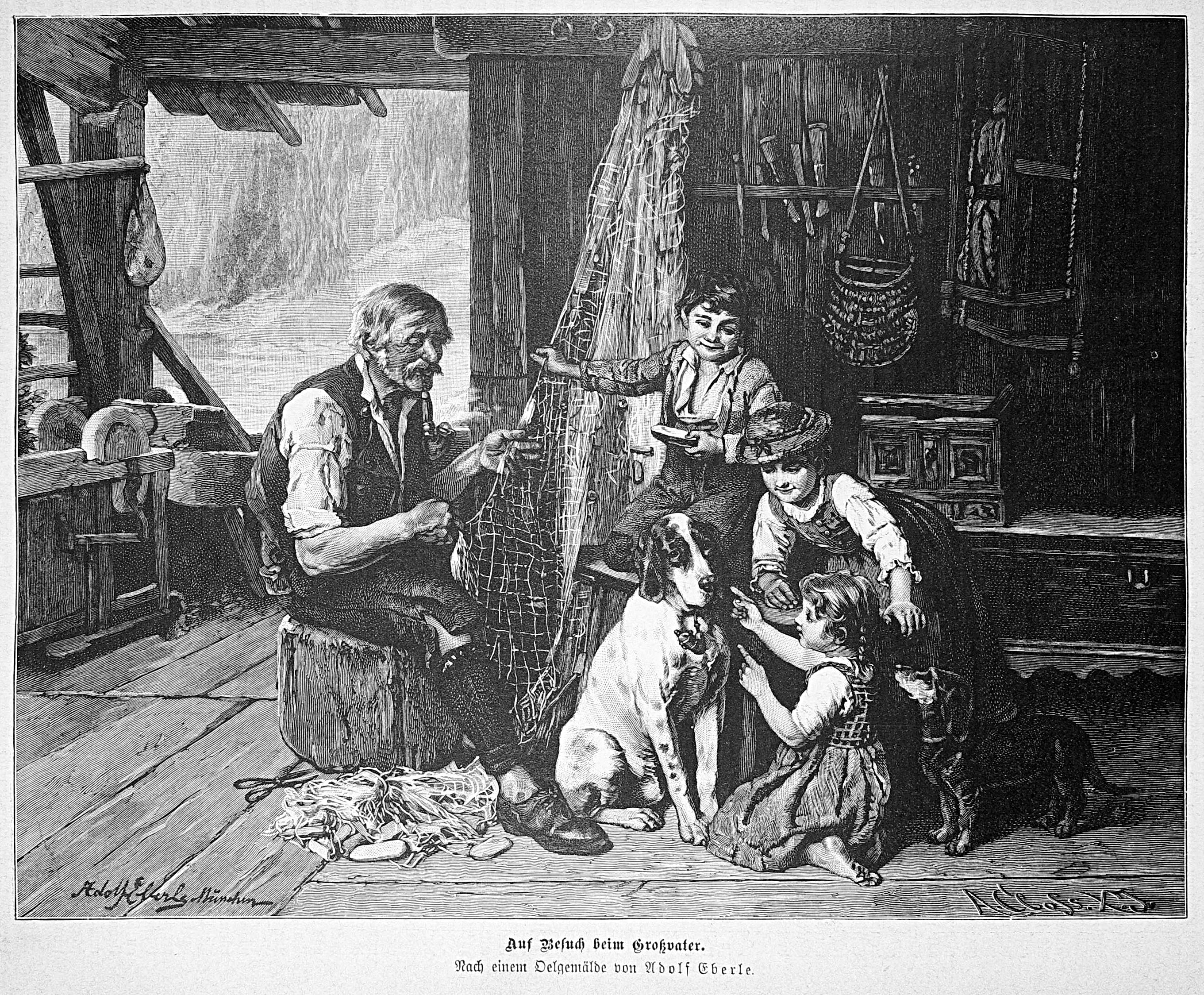
En visite chez le grand-père (1887)